# Bœsenbiesen
Bœsenbiesen is een gemeente in het Franse departement Bas-Rhin in de regio Grand Est. De gemeente telde 317 inwoners op 1 januari 2022.

## Geschiedenis
De gemeente maakte voor 2015 deel uit van het arrondissement Sélestat en kanton Marckolsheim. Op 1 januari van dat jaar fuseerde het arrondissement met het arrondissement Erstein tot het arrondissement Sélestat-Erstein. Toen het kanton op 22 maart 2015 werd opgeheven werd Bœsenbiesen opgenomen in het kanton Sélestat.

## Geografie
De oppervlakte van Bœsenbiesen bedraagt 3,81 vierkante kilometer; Op 1 januari 2022 was de bevolkingsdichtheid 83,2 inwoners per km².
De onderstaande kaart toont de ligging van Bœsenbiesen met de belangrijkste infrastructuur en aangrenzende gemeenten.

## Demografie

| 1793 | 1800 | 1806 | 1821 | 1831 | 1836 | 1841 | 1846 | 1851 | 1856 | 1861 | 1866 |
| ---- | ---- | ---- | ---- | ---- | ---- | ---- | ---- | ---- | ---- | ---- | ---- |
| 205  | 138  | 155  | 226  | 305  | 300  | 262  | 283  | 289  | 304  | 308  | 322  |
| 1871 | 1875 | 1880 | 1885 | 1890 | 1895 | 1900 | 1905 | 1910 | 1921 | 1926 | 1931 |
| 305  | 287  | 263  | 275  | 292  | 277  | 276  | 275  | 266  | 224  | 222  | 204  |
| 1936 | 1946 | 1954 | 1962 | 1968 | 1975 | 1982 | 1990 | 1999 | 2006 | 2012 | 2022 |
| 210  | 203  | 210  | 222  | 227  | 229  | 237  | 239  | 272  | 296  | 303  | 317  |

Artolsheim · Baldenheim · Bindernheim · Bœsenbiesen · Bootzheim · Châtenois · Dieffenthal · Ebersheim · Ebersmunster · Elsenheim · Heidolsheim · Hessenheim · Hilsenheim · Kintzheim · Mackenheim · Marckolsheim · Mussig · Muttersholtz · Ohnenheim · Orschwiller · Richtolsheim · Saasenheim · Scherwiller · Schœnau · Sélestat · Schwobsheim · Sundhouse · La Vancelle · Wittisheim